# 熱海市立熱海中学校
熱海市立熱海中学校（あたみしりつ あたみちゅうがっこう）は、静岡県熱海市桃山町にある公立中学校。 略称は「熱中」（ねっちゅう）。

## 沿革
- 1947年（昭和22年）4月 - 学校教育法の施行に伴い、「熱海市立熱海中学校」が発足。当初は「第一小学校」や「熱海高等学校」を仮校舎に使用[1]。
- 1949年（昭和24年）3月 - 伊豆山大久保に新校舎完成、移転[1]。
- 1950年（昭和25年） - 第二期工事（教室10、その他管理室）[2]。
- 1951年（昭和26年） - 第三期工事（教室7、特別室その他）[2]。
- 1953年（昭和28年）4月 - 「小嵐中学校」が独立分離[2]。
- 1954年（昭和29年） - 保健室完成[3]。
- 1956年（昭和31年） - 第三期工事（図書室、家庭科教室）完了[3]。
- 1957年（昭和32年） - 音楽室、理科室が完成[3]。
- 1959年（昭和34年） - 体育館（講堂）が完成[4]。
- 1962年（昭和37年） - 運動場拡張、擁壁工事[4]。

- 2014年（平成26年）4月 - 「小嵐中学校」の廃校に伴い学区再統合。